# Fernsehturm Bratislava
Der Fernsehturm Bratislava (slowakisch Televízna veža na Kamzíku) ist ein 200 Meter hoher Stahlbetonturm, der sich auf 433 m n.m. auf dem Berg Kamzík (deutsch Gemsenberg) befindet. Der Fernsehturm Bratislava wurde nach den Plänen der Architekten Stanislav Májek, Jakub Tomašák, Juraj Kozák, Milan Jurica und Ján Privitzer 1975 fertiggestellt und hat die Form einer Doppelpyramide, ähnlich einem Blaw-Knox-Sendeturm. Neben Fernsehsendern werden mehrere slowakische Hörfunkprogramme mit zumeist hoher Sendeleistung ausgestrahlt. Die slowakischen Radiosender sind bis nach Wien problemlos zu empfangen. Wie bei vielen großen Sendetürmen gibt es auch in diesem Turm in 68 Metern Höhe ein Restaurant. Ein Teil davon ist als Drehbühne mit 360° Rundumsicht, auf die Karpaten, Bratislava (Pressburg), die Donau und über die Grenzen nach Ungarn, Österreich und Tschechien angelegt. Der Sender wird für den Betrieb von DVB-T aufgerüstet.

## Ausblicke vom Fernsehturm

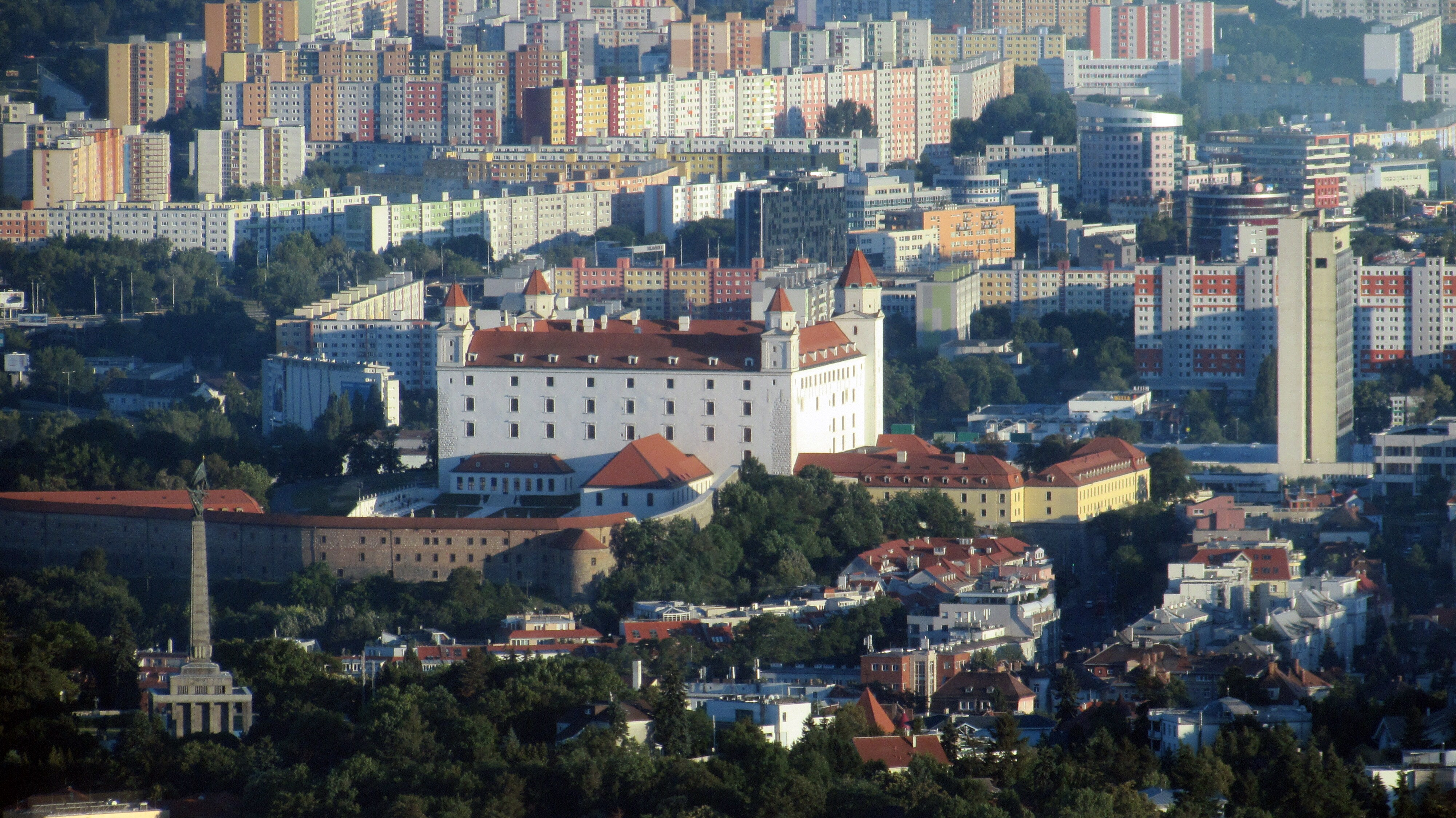
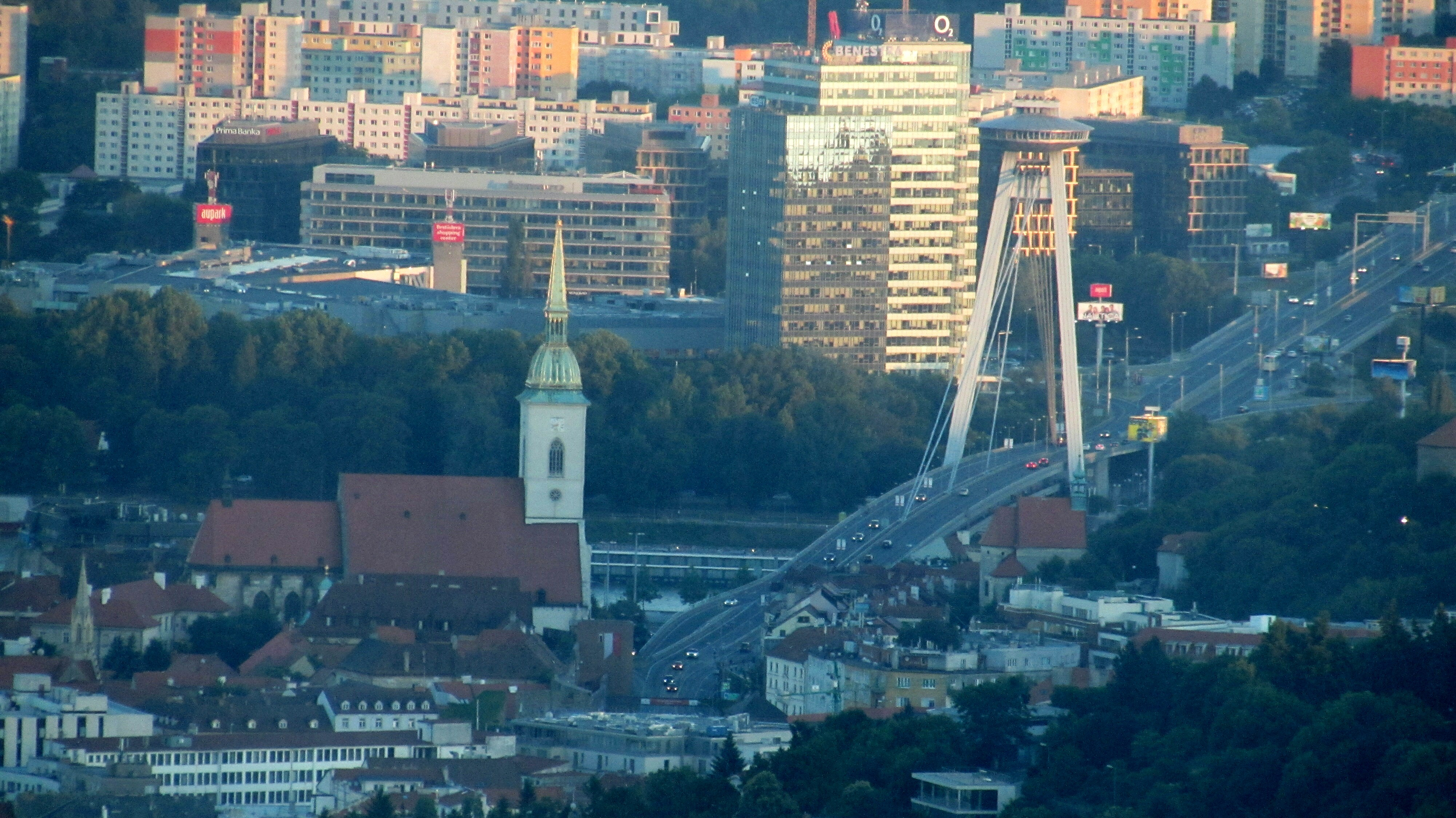

Die Drehbühne mit dem Restaurant wurde 2010 geschlossen. Seit 2011 befinden sich im Fernsehturm wieder zwei Restaurants.

## Ausgestrahlte Programme

### Hörfunk
| Frequenz (MHz) | Programm             | ERP       | RDS      |
| -------------- | -------------------- | --------- | -------- |
| 89.3           | RTVS Rádio FM        | 10,00 kW  | RADIO_FM |
| 93.8           | Rádio Lumen          | 5,60 kW   | _LUMEN__ |
| 94.3           | Fun Rádio            | 100,00 kW | FUNRADIO |
| 96.6           | RTVS Rádio Slovensko | 100,00 kW | _SRO_1__ |
| 99.3           | RTVS Rádio Regina    | 10,00 kW  | REGINA_Z |
| 101.8          | Rádio Vlna           | 100,00 kW | __VLNA__ |
| 104.4          | RTVS Rádio Devín     | 5,00 kW   | DEVIN___ |
| 104.8          | Europa 2             | 50,00 kW  | EUROPA_2 |
| 106.6          | Rádio Melody         | 10,00 kW  | _MELODY_ |
| 107.6          | Rádio Expres         | 10,00 kW  | _EXPRES_ |

### Fernsehen analog
Die vollständige Einstellung des analogen Fernsehens in der Slowakei fand am 31. Dezember 2012 statt.
| Kanal | Programm                   | Antennenhöhe am Turm | ERP    | Programm Anbieter    |
| ----- | -------------------------- | -------------------- | ------ | -------------------- |
| 2     | Jednotka das Erste (STV 1) | 150 m                | 140 kW | öffentlich-rechtlich |
| 27    | Dvojka das Zweite (STV 2)  | 190 m                | 500 kW | öffentlich-rechtlich |
| 31    | Jednotka das Erste (STV 1) | 168 m                | 2 kW   | öffentlich-rechtlich |
| 44    | TV Markíza                 | 190 m                | 571 kW | privat               |
| 50    | TV JOJ                     | 137 m                | 4 kW   | privat               |

### Fernsehen DVB-T
|               | 1MUX (kommerziell) | 2MUX (kommerziell) | 3MUX (öffentlich) | 4MUX (kommerziell)    | Gliederung    |
| ------------- | ------------------ | ------------------ | ----------------- | --------------------- | ------------- |
| Kanal         | 44                 | 56                 | 27                | 39                    |               |
| Sendeleistung | 50 kW              | 50 kW              | 50 kW             | 50 kW                 |               |
| Polarisation  | vertikal           | vertikal           | vertikal          | vertikal              |               |
| Datenrate     | 19,9 Mbit          | 19,9 Mbit          | 19,9 Mbit         | 22 Mbit               |               |
| Kodierung     | MPEG2 / MPEG4      | MPEG2              | MPEG2 / MPEG4     | MPEG4                 |               |
| Programm      | Dajto              | TV MARKÍZA         | STV 1             |                       | P0 (FTA)      |
| Programm      | Fooor              | DOMA               | STV 2             |                       | P0 (FTA)      |
| Programm      | WAU                | TV JOJ             | STV 1 HD          |                       | P0 (FTA)      |
| Programm      | Senzi              | JOJ Plus           | 9 RO staníc       |                       | P0 (FTA)      |
| Programm      |                    | TA3                |                   |                       | P0 (FTA)      |
| Programm      |                    |                    |                   | Infokanál MPEG2       | P0 (FTA)      |
| Programm      |                    |                    |                   | TV Lux                | P1 (FreeView) |
| Programm      |                    |                    |                   | ČT1                   | P1 (FreeView) |
| Programm      |                    |                    |                   | ČT2                   | P1 (FreeView) |
| Programm      |                    |                    |                   | Viasat Explorer/Spice | P2 (Pay-TV)   |
| Programm      |                    |                    |                   | Viasat History        | P2 (Pay-TV)   |
| Programm      |                    |                    |                   | Viasat Nature         | P2 (Pay-TV)   |
| Programm      |                    |                    |                   | MusicBox              | P2 (Pay-TV)   |
| Programm      |                    |                    |                   | Nickelodeon           | P2 (Pay-TV)   |
| Programm      |                    |                    |                   | Film+                 | P2 (Pay-TV)   |
| Programm      |                    |                    |                   | Eurosport 1           | P2 (Pay-TV)   |
| Programm      |                    |                    |                   | Eurosport 2           | P2 (Pay-TV)   |